# 야스하라촌 (이시카와현)
야스하라촌(安原村)은 이시카와현 이시카와군에 설치되었던 촌이다. 현재의 가나자와시에 해당한다.